# To Rock or Not to Be
To Rock or Not to Be es el decimosegundo álbum de estudio de Krokus, publicado en 1995. Este disco marcó el regreso del vocalista Marc Storace, aunque momentáneamente, ya que Storace no participaría del siguiente trabajo Round 13.
Del mismo modo el antiguo batería Freddy Steady aparece nuevamente como miembro de la agrupación, al igual que el guitarrista Mark Kohler. El álbum contiene 12 canciones, y fue lanzado por el pequeño sello Phonag Records. Permaneció durante siete semanas en el Top 10 de las listas de éxitos en Suiza, llegando a ocupar la quinta posición en dichas listas.

## Lista de canciones
1. "Lion Heart" (Fernando von Arb, Jürg Naegeli, Marc Storace)
2. "Flying Through the Night" (von Arb, Naegeli, Many Maurer, Storace)
3. "To Rock or Not to Be" (von Arb, Storace)
4. "In the Dead of Night" (von Arb, Maurer, Storace)
5. "Natural Blonde" (von Arb, Naegeli, Maurer, Storace)
6. "Doggy Style" (von Arb, Freddy Steady, Naegeli, Maurer, Storace, Mark Kohler)
7. "Talking Like a Shotgun" (von Arb, Steady, Naegeli, Maurer, Storace, Kohler)
8. "Soul to Soul" (von Arb, Naegeli, Maurer, Storace)
9. "Stop the World" (von Arb, Naegeli)
10. "You Ain't Got the Guts to Do It" (von Arb, Naegeli, Maurer, Storace, Kohler)
11. "Wagon Gone" (Naegeli, Maurer, Storace, Kohler)
12. "Stormy Nights" (von Arb, Naegeli, Maurer, Storace, Kohler)

## Personal
- Marc Storace – voz
- Fernando von Arb – guitarra solista, bajo, teclados
- Mark Kohler – guitarra rítmica
- Many Maurer – bajo, guitarra solista
- Freddy Steady – batería, percusión
- Jurg Naegeli – teclados, bajo